# Dolomedes albicoxus
Espèce
Dolomedes albicoxus est une espèce d'araignées aranéomorphes de la famille des Dolomedidae.

## Distribution
Cette espèce est endémique du Brésil. Elle se rencontre vers São João del-Rei ou Teresópolis.

## Description
Le juvénile syntype mesure 6 mm

## Systématique et taxinomie
Cette espèce a été décrite par Bertkau en 1880.

## Publication originale
- Bertkau, 1880 : « Verzeichniss der von Prof. Ed. van Beneden auf seiner im Auftrage der Belgischen Regierung unternommenen wissenschaftlichen Reise nach Brasilien und La Plata I. J. 1872-75 gesammelten Arachniden. » Mémoires de l’Académie Royale de Belgique, vol. 43, p. 1-120.